# Донські козаки
До́нські козаки́ — козацька спільнота, група у складі козацького народу сиріч гілки народу християнського і (старо)руського на теренах Козакії що сформувалася на річці Дон у XV—XVII ст., на землях, які отримали назву Область Війська Донського, згодом у складі Царської Росії, Країни Рад і Сучасної, Народної Росії на російсько-українському прикордонні.
Більшість російських істориків вважають, що російські козаки (донські тощо) є окремим східнослов'янським етносом; ця теза також є поширеною серед західних істориків. Українські ж історики заперечують, що російські козаки (донські тощо) є «окремим етносом». У XVI столітті козаки були організовані в дві воєнні державні формації — Військо Запорозьке та Донське військо. Згодом 1764 року імператриця Російської імперії Катерина II заборонила та знищила Військо Запорозьке, а Донське військо на початку XVIII століття було інкорпоровано до складу військово-політичної структури Російської імперії. Остання поступово ліквідувала козацькі права і автономії шляхом залучення козацької верхівки до дворянського стану (рос. сословия), нищенням козацьких самостійницьких осередків, зросійщенням. На середину XIX століття існувало 11 козацьких військ на території сучасної Росії, що були розташовані в прикордонних зонах Кавказу та Сибіру.
Донські козаки походять від Рязанського козацтва та російських вигнанців, які оселилися на тих землях. Генеза донських козаків має російське коріння, але варто зазначити, що переважна більшість українських істориків запевнює що вони походять від запорожців і мають українське коріння.
На початку XIX століття, військові донського козацтва розміщувалися на окремій автономній території Російської імперії, що називалася Область Війська Донського й займала малі частини сучасних Луганської і Донецької областей України та основні частини Ростовської, Волгоградської, Воронезької областей і республіки Калмикія в Російській Федерації. Історична назва пов'язана з річкою Дон (сточище Азовського моря). Столиця Війська Донського у 1571  — 1610 рр. розташувалася на острові поблизу станиці Раздорської, з 1610 по 1637 — у Монастирському містечку (за 6 км від станиці Старочеркаської вниз за течією Дону), в час Азовського сидіння з 1637 по 1642 — в Азові, з 1644 по 1806 — у Черкаську (нині станиця Старочеркаська), тут збирали військовий круг, приймали царських послів і царську платню. З 1806 року столицею Донського козацтва є місто Новочеркаськ.
Донські козаки перебували не в кращих відносинах з Запорізькими козаками (городовими) від 1709 р. з часу каральних походів супроти булавінців. Ще гірші взаємини, від початку XVIII століття склалися у донських козаків з запорозькими козаками (низовими) через сварки з приводу кордонів. На думку Валентина Мороза, у 1708 році внаслідок вирізання донського козацтва була здійснена зміна етнічного складу Подоння з переважно українського на переважно російський[джерело?].

## Історія

### Рання історія

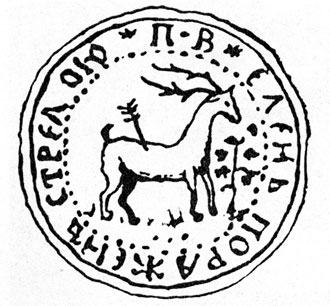
Печатка Війська Донського XVII ст.

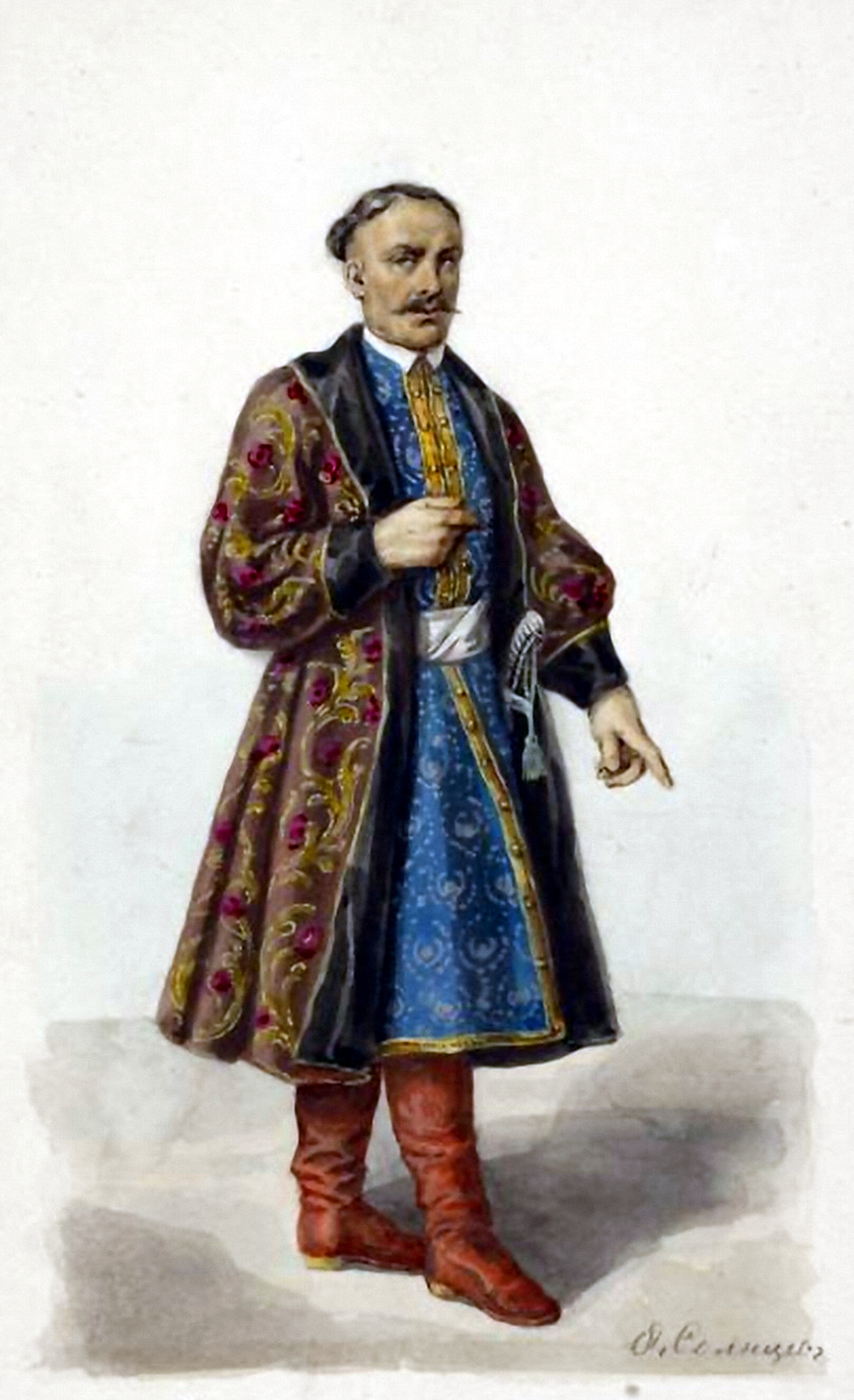
Старшина Війська Донського. Початок XVIII ст.

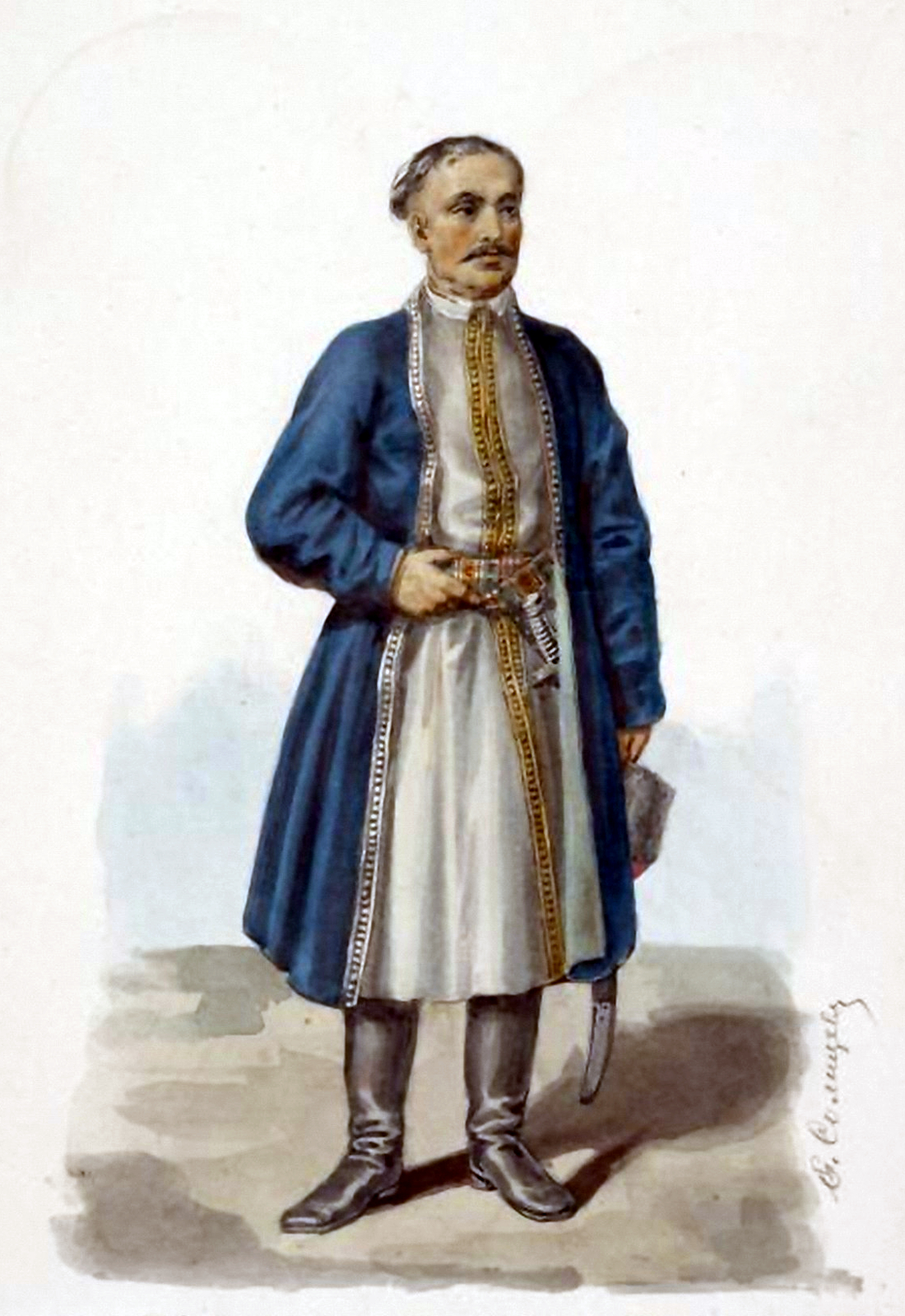
Старшина Війська Донського. Кінець XVIII ст.

Передголоссям козацької доби на Доні було бродництво, рязанські козаки, та переселення частини  сіверян (севрюків) у пониззя Сіверського Дінця після захоплення Сіверщини Московією.
1549 роком датовані скарги татарського князя Юсупа та відповідь на них Івана IV. Татарський князь скаржився на свавільства козаків, а цар відповідав: вони йому не підлягають. Юсуп в одній із скарг говорить: «козаки Севрюки, которые на Дону стоят», а в іншій згадує про те, що якісь «свавільники» поробили собі «городи» на Дону і б'ють послів.

### Головне Донське військо
Головне Донське військо (1570–1671) — військове державне формування на землях Донщини, визначене грамотою московського царя Івана Грозного 3 січня 1570 року. Проте Головне Донське військо  залишалося самостійним формуванням. До визнання московським царем, донські козаки мали старшину і центр у стані Роздорська. Грамота московського царя була важливим політичним кроком на противагу відносинам козаків з польським королем, який пов'язав Донщину з Московською державою, і поклала початок приборканню донців і реорганізації вольностей на керовані свободи в устрої війська.
Отаманські міста: станиця Роздори (1500-ті-1622), станиця Монастирський Городок (1622—1637), місто Азов (1637—1642), станиця Махин Острів (1642—1645), місто Черкаськ (1645—1806), місто Новочеркаськ (1806—1920).
У 1584 Донське військо давало присягу вірності царю Федору Івановичу. У 1612—1615 роках військо переходило з ведення Розряду в Посольський приказ і присягало на вірність Михайлу Федоровичу Романову.

### Донське козацьке військо
1671 року Головне Донське військо присягнуло на вірність московському цареві і Московській державі, втративши свою самостійність. Після присяги почали іменуватися Донським козацьким військом.

У 1700 році за наказом Петра I змінили порядок збору на військовий круг, на який слід було приходити тільки станичним отаманам.
У 1707—1709 роках донські козаки були широко задіяні у Булавінському повстанні.
До 1716 року Московське царство вело відносини з областю Війська Донського через Посольський приказ, як зі всіма іншими самостійними державами. 1716 року військо Донське перейшло у ведення Урядового Сенату. 1718 року всі православні парафії війська донського увійшли до складу Воронезької єпархії.

### Область Війська Донського

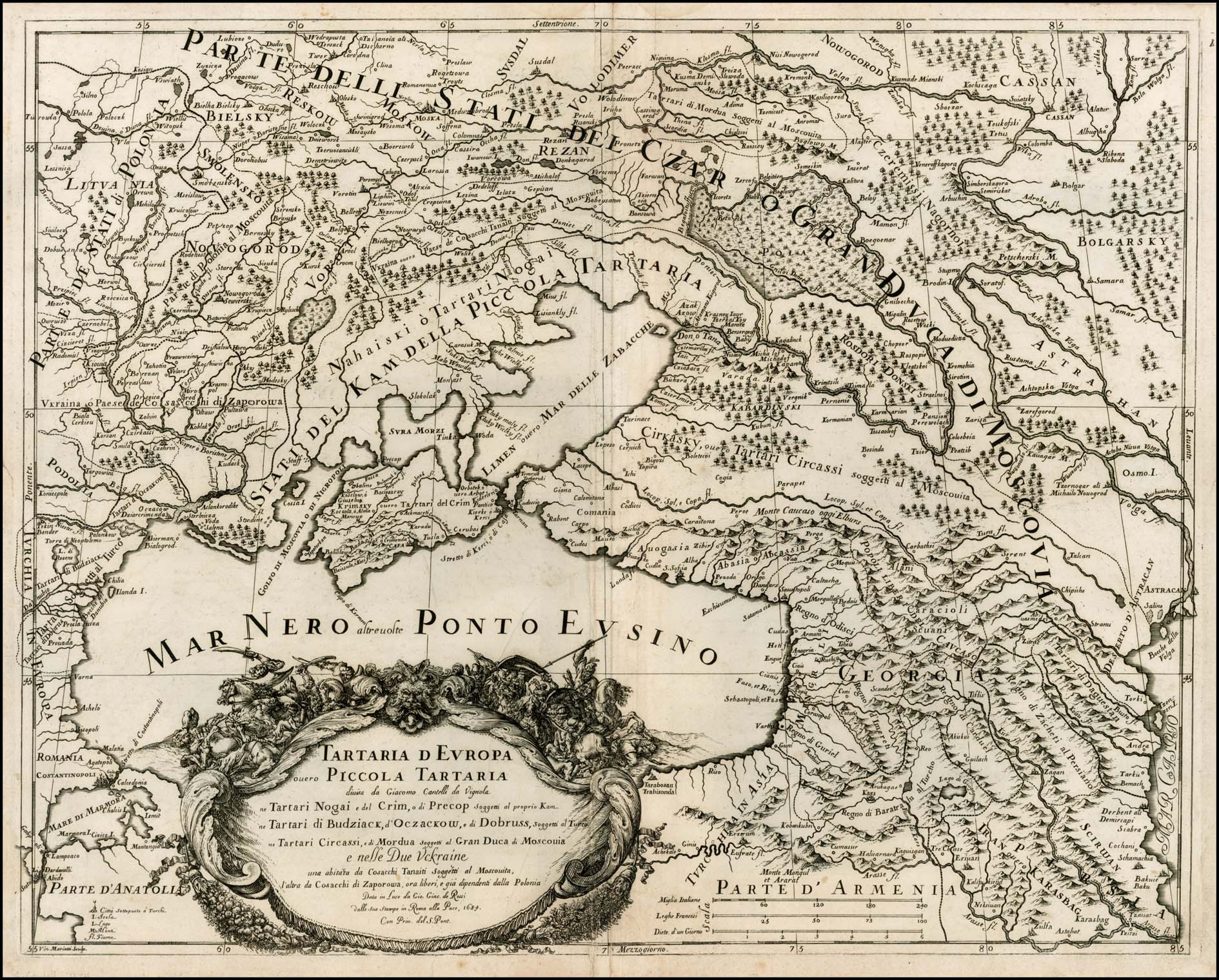
Італійська мапа 1684 р., де вказана територія донських й запорозьких козаків за межами Московського царства і Речі Посполитої.

Карта Земель Війська Донського, укладена в 1833 р. генерал-майором Богдановичем.

У 1721 Донське козацьке військо вступило у ведення Військової Колегії Російської Імперії.
У 1775 році князь Потьомкін засновує Військову Канцелярію на Дону, козацькі чини зрівняні в правах з офіцерськими чинами армії Російської Імперії. Чин козацького полковника давав права на спадкове дворянство Російської імперії. Всі козаки чоловічої статі були військовозобов'язаними.
22 травня 1786 року утворена Земля війська Донського з центром у Черкаську.
У 1804 році триста осіб торгових козаків було звільнено від військової служби. 1834 року було засновано Донську торгову громаду.
21 травня 1870 року було утворено Область війська Донського.

### Російська революція на Дону
Після Жовтневого перевороту козацтво вело боротьбу за власну країну. УЦР попри ультиматуми раднаркому, насамперед завдяки позиції Симона Петлюри, сприяла безперешкодному поверненню з фронту до Дону донських козаків підпорядкованих Каледіну. 1918 році було проголошено незалежну державу Всевелике Військо Донське.
Після захоплення радянською владою 24 січня 1919 року була прийнята директива Оргбюро ЦК РКП(б) «Про розкозачення» для придушення національних і вольницьких устремлінь народу. Під час геноциду загинуло більше ніж півтора мільйона донців. Ця дата вважається днем пам'яті загиблих донських козаків під час репресій.

### Донці у Другій світовій війні
У Другій світовій війні донські козаки переважно служили на стороні Третього Рейху. На окупованих німцями територіях діяли козацькі поліцейські батальйони, які мали головним завданням боротьбу з партизанами. Козаки цих батальйонів часто служили наглядачами військовополонених червоноармійців. При німецьких комендатурах були козацькі сотні, які виконували поліцейські завдання. Дві такі сотні донські козаки мали у Станиці Луганській та ще дві — у Краснодоні. У співпраці з козацькою еміграцією були створені козацькі військові частини у складі Вермахту та СС, які пізніше були об'єднані у Козачий Стан. Після завершення Другої світової війни козаки, що воювали на боці Німеччини та здалися західним союзникам, були видані СРСР.

### Після розпаду СРСР
Починаючи з кінця 1980-х почалося відродження козацьких військ у Росії, а разом з ним — ідеї козацького автономізму. Восени 1991 року була проголошена Донська козацька республіка, яка увійшла до складу Союзу козацьких республік півдня Росії (що мав стати однією з союзних республік). Козаки були офіційно визнані етнічною групою росіян. Окремі організації і у 2010-х виступали за створення донської автономії; у ці роки за свою діяльність до позбавлення волі були засуджені донські козацькі активісти Сергій Лошкарьов, Олександр Дзіковицький, Петро Молоділов.
Росія використовувала відроджене козацтво у опосередкованих війнах, зокрема у своїй агресії проти України, під час якої очолювані Миколою Козіциним бойовики з числа донських козаків контролювали частину Луганської області.

## Етнічні групи донських козаків

### Низові донські козаки (українці)
Донських козаки здавна поділяються на низових й верхових козаків. Низовими донськими козаками називають власне мешканців станиць та їх юртів: Старочеркаської, Аксайської, Гнилівської, Єлисаветинської та трьох Новочеркаських.
Відомо, що у 1510-х роках запорозькі козаки вже мали свої поселення, «зимівники», біля річки Дон. А у 1530–40-х роках на Нижньому Дону вже остаточно домінували вихідці з українських земель. Межа між територією верхових і низових козаків проходила по городку Роздори. Саме українським козакам належить основна роль у покозаченні Нижнього Дону, перетворенні донців на окрему спільноту та в утвердженні поділу Донських козаків на верхових і низових.
Вже у 1559—1560 роках український князь Дмитро Вишневецький на чолі 5 тис. козаків вирушив у похід проти Кримського ханства. Він не спромігся взяти османську фортецю Азов, але за 70 км за Доном він заснував запорозьке містечко Черкаський городок, на згадку про козацькі наддніпрянські Черкаси, а першим донським отаманом став теж виходець з Черкас Михайло Черкашенин, з якого почалася історія Донського козацтва. Саме збудоване українськими козаками під керівництвом Вишневецького Черкаський городок було столицею всіх донських козаків з 1645 по 1806 рік.
Від 1580-х років історичні джерела фіксують чисельні свідченнями про перебування українських козаків на Донській землі та в прилеглому Дикому полі. Фіксуються окремі групи українських козаків і на Волзі, а згодом на Яїку й Тереку. В період 1580–1630 років українці становили більшість у зародку нижнього донського козацтва, а потік мігрантів з Московії на ці землі був мінімальним. Вже починаючи з 1610-х років переміщення українських козаків на Дон стають регулярними і в рази перевищують притік населення з регіонів Московії:
| Рік  | Кількість прибулих українських козаків на Дон |
| ---- | --------------------------------------------- |
| 1622 | 500                                           |
| 1623 | 300                                           |
| 1624 | 500                                           |
| 1625 | 541                                           |
| 1631 | 1,000                                         |
| 1632 | 500                                           |
| 1634 | 2,000—3,000                                   |
| 1636 | 1,000                                         |
| 1637 | 4,000                                         |
| 1638 | 2,000                                         |
| 1640 | 500                                           |
| 1641 | 1045                                          |
| 1642 | 500                                           |

Українські переселення на Дон представлені переважно вихідцями з козацьких низів. Українська старшина рідко відвідувала Дон, бо мала все необхідне в Запоріжжі, але все ж тут були такі відомі представники козацтва як: Іван Сулима, Іван Боярин, Іван Богун, Дмитро Гуня, Тарас Трясило. Відомий випадок, коли українські козаки взагалі приходили на Дон із жінками, дітьми та домашнім скарбом, як це сталося, наприклад, у 1622 році. Проте лише незначна частина приходьків (обтяжених сім'ями чи ні) осідала тут назавжди. З таких осілих на Дону українських козаків вибивалися і в отамани. Так, у 1624 році згадується отаман Федір Каневець.
Селилися на Дону навіть колишні українські міщани з Поділля, як наприклад Дем'ян Третяк та Іван Баран з Бару, які у 1633 році у складі загону українських та донських козаків, займалися грабіжництвом на Верховому Дону, нападаючи на містечка верхових донських козаків.
Відвідавши донських козаків у 1768—1769 роках Самуїл Ґотліб Ґмелін писав, що українці живуть між донськими козаками і вчать їх своєї мови. Також він відмітив, що старшина донських козаків намагається говорити російською мовою, але звичайні жителі переходять на українську або розмовляють сумішшю української та російської. Крім мови українці принесли на Дон свої традиції та культуру. Наприклад, головний військовий Воскресенський собор донських козаків, побудований у місті Черкаську в 1709—1719 роках, був збудований у стилі українського бароко. На момент побудови це була перша і єдина церква на Дону в ті часи. А площа перед ним за українським звичаєм називалася майданом.
Крім цього, донські козаки носили одяг ідентичний українським козакам із Запоріжжя і Гетьманщини, мали такі ж символи влади — булави, та будували хати-мазанки за українським звичаєм.
В 1827 році французький винахідник підводних човнів Монжері називав донських козаків, спільно із запорозькими — українцями.
Навіть в 1859 році у низових донських козаків ще зберігалися їх початкові риси, коли донські козаки ще складалися з різних національних елементів. Низові козаки майже усі чорняві, спритні, моторні, нездібні для важкої фізичної праці. Низовці заміристі, схильні до різних промислів та торгівлі, полюбляють розкіш у одязі й домашньому побуті.
Попри тотальну русифікацію під час перебування донських козаків в Російській імперії, перепис 1897 року показав, що 28% жителів Області Війська Донського вказали рідною саме українську мову. А деякі регіони Дону, як наприклад, Таганрозький округ мали показник української мови в регіоні на рівні 61,7%.

### Верхові донські козаки (московити/татари)
Верхові донські козаки за зовнішнім виглядом та звичаями . Верхові козаки часто русі, сіроокі, міцного складу, довговічні. Верхівці прості, гостинні, мало-заміристі, ощадливі.

### Історія і чисельність
Донці брали участь у кількох антиімперських повстаннях, а після поразки булавінського повстання 1707—1709 рр. з козацьких біженців у Османській імперії утворилася окрема етнічна група козаків-некрасівців.
До складу донських козаків були включені калмики-бузави.
На донських землях розселяються «іногородні» — селяни українського походження, що не належали до стану козаків.
В 1613 році загальна чисельність Донських козаків становила 1888 осіб, на початку 18 століття – близько 30,000, наприкінці 18 століття – 200,000, на початку 20 століття – 300,000.
На 1864 рік у області Війська Донського мешкало:
- до 590 тисяч росіян, до яких відносили весь козацький стан;
- до 290 тисяч українців, колишніх власницьких селян, що складали переважну більшість у Міуському й Донецькому округах;
- понад 20 тисяч калмиків.

## «Положення про військо Донське» 1835 року
Військо Донське поділено було на чотири округи. Кожним з них керував окружний генерал. Козацькі чини мали такі назви: козак, урядник, підхорунжий, хорунжий, сотник, підосавул, осавул, військовий старшина, підполковник і полковник. Загальний термін служби — 30 років, з них 25 років польової і 5 років внутрішньої служби. 17-ти років козак вважався малолітком і до 19-ти років відбував «сиденочну» повинність, а на двадцятому році йшов на службу в полк на три роки, а на Кавказі на чотири роки. Після трьох років козак повертався додому на два роки, а потім знов йшов на службу на три роки, і так до чотирьох разів. Тому на службі були козаки 20-ти, 25-ти, 30-ти і 40 років — так за «Положенням» була влаштована козацька служба.
У 1838 році були видані «Правила для складу і побудови козацьких полків». Це був перший стройовий козацький статут у війську Донському. За цими правилами, в козацькому полку належало мати 1 полкового командира, 1 військового старшину, 5 осавулів, 6 сотників, 7 хорунжих, 19 старших урядників і 19 молодших, і з них 1 старший урядник — прапороносець і 1 молодший урядник — його асистент, 60 наказових, 1 полковий писар, 1 лікарський учень і 750 козаків. Полк поділявся на 6 сотень. У сотні були 4 взводи. Сотня будувалася у дві шеренги, або лави.
Для поліпшення коней козаків, у 1844 році видано положення про кінські табуни війська Донського і був заснований Провальський військовий кінський завод. На заводі визначено мати 34 жеребці і 250 кобил найкращих російських, донських і кавказьких порід. 1851 року були відкриті перші скакові суспільства на Дону: Новочеркаське і Урюпінське.

## Виховання козака
Років з трьох-п'яти козаченя привчалося до верхової їзди. Навчання було важким і постійним. Стріляти вчили з семи років, рубати шашкою з десяти. Спочатку спускали тонкою цівкою воду і «ставили руку», щоб клинок під правильним кутом різав воду, не залишаючи бризок. Потім вчили «рубати лозу», сидячи на конов'язі, на колоді, і тільки потім на коні, по-бойовому осідланому. Рукопашному бою навчалися з трьох років, передаючи особливі в кожному роду прийоми. Хлопчика виховували значно суворіше, ніж дівчинку, і життя його з раннього дитинства було заповнене працею і навчанням. З п'яти років хлопчики працювали з батьками в полі: поганяли волів на оранці, пасли овець і іншу худобу. Але час для гри залишався. І хресний, і отаман, і люди похилого віку стежили, щоб хлопчиська «не заїздили», щоб грати дозволяли. Але самі ігри були такими, що в них козак навчався або роботі, або військовому мистецтву.
Синам козацьких офіцерів часу на дитячі ігри відпускалося менше, ніж синам простих козаків. Як правило, з п'яти-семирічного віку батьки забирали їх у змінні сотні, полки і вивозили з собою на службу, часто і на війну. Саме набуті в щасливі роки дитинства навички допомагали стати козаку найкращим у тому ремеслі, для якого він був народжений — військова служба.

### Військове мистецтво

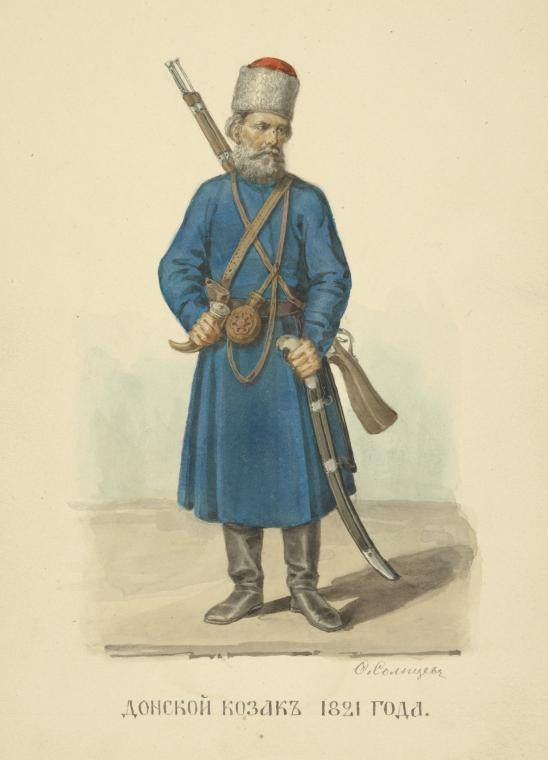
Ф. Солнцев. Донський козак 1821 року

Формально всі козаки вважалися військовозобов'язаними і підлягали призову на службу поголовно. Але такі призови були рідкісні. Прикриваючи кордони на тривожному і небезпечному півдні Росії, козаки і у себе вдома були в постійній бойовій готовності. Число їх сутичок з грабіжниками, що викрадали худобу і людей, не піддається ніякому обліку. Фактично йшла щоденна, затяжна, багатовікова війна, яка з російського боку велася силами суто козаків. Відривати їх на службу і оголяти кордон було не завжди розумно. Крім того, уряд чудово розумів, що набагато зручніше дозволяти козакам самим формувати військові частини. Полки збиралися всього за декілька місяців до походу. Військовому отаманові приходив наказ від Військової колегії про збір на службу певного числа полків і він розсилав наряд по станицях.
Принцип збору був абсолютно середньовічний, ординський. Отаман вибирав з числа багатих і відомих козаків полкових командирів. Їм давалося розпорядження про збір полку свого імені. У розпорядженні мовилося з яких станиць брати козаків. Давалося також декілька мундирів для взірця, сукно на весь полк, сідельні тріски, ремені, весь матеріал для спорядження і 50 досвідчених бойових козаків для навчання новобранців-малоліток. Командирові полку вказували день і місце, куди повинен бути приведений сформований полк. Далі в розпорядження влади не втручалися. Полковий командир був господарем і творцем свого полку, він давав розпорядження про надання офіцерських чинів і ставив урядників, писав статут на підставі особистого досвіду або досвіду старших, якщо був молодий. Але оскільки в полку бували козаки і старші, і досвідченіші за нього, то діяли вони цілком самостійно, зі здоровим глуздом. Зібраний і повністю екіпірований полк проходив огляд зброї, коней і бойової виучки козаків, після чого командир відпускав козаків додому попрощатися з близькими і призначав місце збору для служби. Наприклад: бути на Різдво в Санкт-Петербурзі. Полк розсипався на ланки і відділення та різними дорогами самостійно добирався до місця служби. В умовах походу малолітки під керівництвом урядників остаточно проходили «курс молодого бійця». Так збиралися знамениті полки Грекова, Платова, Єфремова, які під командуванням Суворова, а потім Кутузова билися з османами, французами і всіма «двунадесятьма язиками, що осмілилися вторгнутися в межі нашої Вітчизни».
Дисципліна була у суто відповідальному відношенні козака до виконання свого військового обов'язку. У козаків були дуже малі втрати в боях, оскільки воювали вони поряд з своїми станичниками: часто дід, батько і внуки в одному строю. Вони оберігали один одного і швидше дозволяли убити або поранити себе самого чим свого товариша. Одна сережка у вусі козака служила знаком, що даний чоловік — один син у сім'ї, таких берегли в бою, у разі загибелі нікому буде продовжити рід, що вважалося великою трагедією. Якщо намічалась смертельно небезпечна справа, не командир вирішував, кому на нього йти: іноді це були добровольці, але частіше справу вирішувала доля або розіграш. Добре озброєні воїни, які з самого народження навчалися своєму ремеслу, відмінно володіли різними бойовими навичками, у тому числі і тактичними, уміючи швидко виконувати поставлені завдання — все це, в сукупності, робило козаків абсолютно незамінними для російської армії.

### Козацькі символи і знаки
- Прапор — символ військового (і полкового) з'єднання. Зберігався у Військовому храмі і виносився в особливо важливих випадках (свято, похорони отамана).
- Бунчук — знак ставки, символ отамана на поході, належав військовому з'єднанню. В мирний час зберігався в храмі. Військовий бунчук був зроблений з кінського хвоста.
- Булава — символ військової влади, якою наділений отаман.
- Насіка — посох з металевою оправою, на якому спочатку насікалися імена отаманів. Символ цивільної влади отаманів всіх ступенів.
- Лампас — кольорове нашивання (смуга) на бічному шві козацьких шароварів (штанів). Символізує приналежність до військового стану, а колір указує приналежність до війська. Збігається за кольором з околишем кашкета. Лампас — символ козацької незалежності (на зразок особистого прапора) і звільнення від всіх платежів.
- Агачанські каптан і шапка — належали козацькій громаді, передавалися разом з символами отаманства.
- Медаль — особистий знак отамана (або почесного судді). Носилася на шиї, на стрічці або ланцюзі, випускалася на каптан. На лицьовій стороні напис — "Отаман станиці" і державний герб або портрет государя. На обороті — ім'я отамана. Після закінчення терміну залишалася отаманові на пам'ять.
- Печатка — на рукоятці або персні, вручалася отаманові при виборах. Нею скріплялися всі документи.
- Герб — у його зображенні, символічно відображена історія війська, місцеві військові особливості.
- Шашка — холодна зброя, символ всієї повноти прав у козака. Вручалася козакові в 17 років людьми похилого віку. У 21 рік при відправці на службу козак отримував погони, кокарду і темляк. Шашка зберігалася вдома на видному місці (на килимі), передавалася від діда до внука.
  - Втрата шашки (і шапки) — велика ганьба. З особливо важливих питань голосували шашками. Рішенням круга козак міг бути позбавлений права носіння шашки на певний термін. Наступним покаранням було виключення з козацтва.
- Шапка — спеціального взірця, спочатку «клобук зі шликом», папаха, кашкет — символ належності до Війська — знак володіння козаком всієї повноти прав. Знімалася під час молитви, присяги і виступів на кругу. Шапка, збита з голови, була викликом на поєдинок. На крузі іногородні і гості повинні бути з непокритою головою, а козаки в шапках (козак шапку не ламає і перед царем).
- Нагайка — короткий кінський батіг — зброя. Знак осавула і пристава на крузі. У повсякденному житті — знак влади у повноправного стройового одруженого козака. Нагайка використовувалася як зброя в сутичці, для тілесних покарань до козаків, що провинилися, за рішенням круга і ради старійшин.
- Погони — частина козацького одягу, носилися козаками до «виходу на пільгу» (за віком, пораненню). Офіцерам погони, галун і шеврони дозволялося носити довічно.
- Посох — символ старості і мудрості. Члени ради старійшин сиділи, спершись на палицю. Підняту палицю означав заклик круга до мовчання. Шапка, піднята на палиці, — особливо важливе повідомлення.
- Башлик — спеціально зшитий з сукна (верблюжого) або шовку шарф. Зав'язаний на грудях — козак відслужив термінову службу, перехрещений на грудях — слідує у справі, кінці, покинуті за спину, — вільний, відпочиває.

## Військові походи
- Перший історично зафіксований військовий похід донських козаків спільно з російською армією припадає на час завоювання Іваном Грозним Казані.
- У 1582 році було завойовано Сибірське ханство донськими козаками під головуванням Єрмака Тимофійовича.
- У 1605 році 4 000 донських козаків під буттям на чолі отамана Андрія Корели воювали на стороні Лжедмитрія[22].
- У 1612 році донські козаки під керівництвом отамана Межакова брали участь у звільненні Москви від поляків разом з військом князя Пожарського.
- У 1637 році отаман Михайло Татаринов командував узяттям османської фортеці Азов.
- У 1668 році Степан Разін ходив на перське місто Фарахабат (тепер у провінції Мазендеран).
- 7 000 донських козаків під командуванням отамана Флора Мінаєва брали участь в Азовському поході Петра I 1695—1696 року.
- У 1701 році донський козацький полк під головуванням козацького полковника Максима Фролова брав участь у війні з Швецією на території Фінляндії спільно з російською армією під командуванням Шереметєва.
- У 1722 році донські козаки під командуванням Краснощекова Івана Матвійовича брали участь у Перському поході Петра І.
- У 1736 році імператриця Анна оголосила війну Османській імперії, російська армія під командуванням фельдмаршала Мініха і 5000 донських козаків під командуванням козацького полковника Краснощекова повторно узяли Азов. Татари зробили набіг на російські села, пограбували і відвели в полон 3000 осіб, і знову козаки Краснощекова наздогнали татар і звільнили полонених.
- У 1741 році козаки Краснощекова були перекинуті на війну зі Швецією, в результаті якої Росії відійшла велика частина Фінляндії, але в битві при Гельсингфорсі поранений Краснощеков був узятий шведами в полон і з нього живого здерли шкіру.
- 16 000 донських козаків під командуванням генерал-майора Данила Ефремова брали участь у Семирічній війні (1756—1763) з Пруссією при імператриці Єлизаветі.
- У 1760 році донські козацькі загони Краснощекова Федора Івановича, Луковкина, Туроверова і Попова відрізнилися в берлінській експедиції, що завершилася заняттям 9 жовтня 1760 пруської столиці, міста Берлін.
- При Катерині II у війні з Османською імперією (1762—1774) за Крим брали участь 22 000 донських козаків, під командуванням Іловайського у складі армії Румянцева і Себрякова у складі армії князя Долгорукова.
- У 1775 році після придушення повстання Пугачова, було вибрано 65 донських козаків, що відрізнилися у військовій справі, які склали почесний конвой імператриці Катерини ІІ, названий Лейб-гвардії козацький полк. Межа війська Донського проходила річкою Кубань, по якій було збудовано 4 фортеці, 20 редутів, безліч постів з дозорними вежами, на які постійно нападали черкеси і ногайці.
- У 1782 році Олександр Василійович Суворов прибув на прикордонну заставу, отримавши в розпорядження 16 рот піхоти, 16 ескадронів і 16 донських полків під командуванням Іловайського, і розгромив нагайськую орду, після чого в 1792 році була побудована фортеця Катеринодар і створене Чорноморське козацьке військо (Кубанське козацьке військо).
- У 1787—1791 в черговій війні з Османською імперією Російська імперія дійшла до Дунаю, і 11 грудня 1790 року була взята ключова османська фортеця Ізмаїл, під командуванням російською армією Суворовим і 13 000 донських козаків Орлова і Платова. Після взяття фортеці Ізмаїл Кутузов був призначений комендантом міста. 1794 року у війні з Польщею Росія отримала землі до річки Німан і Буг і Курляндську губернію. У цій війні брали участь козацькі полки Орлова, майора Себрякова, Лащиліна, Янова, майора Денісова і полковника Денісова.
- У 1799 році імператор Павло оголосив війну Франції і наказав Суворову йти в Італійський похід, в якому брали участь 8 донських полків під командуванням Адріана Карповіча Денісова.
- У 1801 році Павло оголосив війну Англії і наказав завоювати її колонію Індію. Зібрали 20 000 донських козаків і відправили в Індійський похід.
- У 1805 році донський полк № 2 Сисоєва і № 3 Ханженкова і корпус російської армії під командуванням Кутузова були послані Олександром І на допомогу австрійському імператору в боротьбі проти Наполеона.
- У 1808—1809 році донський полк № 2 Кисельова воював у війні зі Швецією за Фінляндію. У 1806—1812 донські полки № 4,№ 7 Денисова. № 8,11 Іловайського воювали у війні з Османською імперією на Дунаї.
- У 1812 році військо Донське виставило 50 полків (близько 50 000 чоловік) на війну проти Наполеона. Отаман Платов прикривав відступ російської армії Багратіона в Польщі.

## Перелік отаманів Війська Донського
- Павлов і Ляпун, брали участь у підкоренні Астраханського ханства в 1554—1556
- Михаїл Черкашенін, отримував грамоти від Івана Грозного в 1570
- Єрмак Тимофійович, підкорив Сибірське ханство в 1581—1584 (Традиція іменує його «Донським отаманом», хоч відомі факти пов'язують його перед усім з Волгою и Яїком (Уралом)
- Іван Кішкін, отаман, який дав присягу вірності царю Федору Івановичу в 1584
- Андрій Карела, в 1605 був на боці Лжедмитрія I
- Феофілакт Межаков 1612, брав участь у визволенні Москви від поляків
- Смага Степанович Чершенський, 1612—1615, присягав царю Романову Михайлу Федоровичу
- Епіфан Іванович Роділов, 1617—1630
- Михаїл Іванович Татарінов, 1636—1638, керував штурмом Азова в 1637
- Наум Василійович Васильєв 1639—1656
- Корнилій Яковльович Яковлев, 1661—1680, брав участь у придушенні повстання Степана Разіна
- Фрол Мінайович Мінаєв, 1680—1700, брав участь в Азовських походах Петра I.
- Лук'ян Максимович Максимов, 1700—1708, страчений Булавіним, 1708
- Петро Ємел'янович Ромазанов, 1708—1715, перший отаман вибраний козаками та затверджений Петром I
- Василій Фролович Фролов 1715—1723, Донське Військо вступило в підпорядкування Військової Колегії Російської Імперії
- Андрій Іванович Лопатін1731—1735
- Іван Іванович Фролов , 1735—1738
- Данило Єфремович Єфремов, 1738—1753
- Степан Данилович Єфремов, 1753—1772
- Семен Никитич Сулін, 1773—1774 брав участь у придушенні повстання Пугачова
- Олексій Іванович Іловайський, 1775—1797
- Василій Петрович Орлов, 1797—1801
- Матвій Іванович Платов, 1801—1818
- Адріан Карпович Денісов 1818—1821
- Олексій Василійович Іловайський (1821—1826)
- Іван Адріанович Андріанов (1826—1827)
- Дмитрій Єфимович Кутейніков,1827-1836
- Максим Григорійович Власов, 1836—1848
- Михаіл Григорійович Хомутов, 1848—1862
- Павел Христофорович Граббе, 1862—1866
- Олександр Львович Потапов, 1866—1868
- Михаїл Іванович Чертков, 1868—1874
- Миколай Олександрович Краснокутський 1874—1881
- Миколай Іванович Святополк-Мирський, 1881—1898
- Костянтин Клавдійович Максимович, 1899—1905
- Миколай Миколайович Одоевський-Маслов, 1905—1907
- Олександр Василійович Самсонов 1907—1909
- Федір Федорович Таубе 1909—1911
- Василій Іванович Покотило 1912–1916
- Олексій Максимович Каледін 1917–1918
- Петро Миколайович Краснов 1918–1947

## Донське козацтво і Україна
Відомо про участь донських козаків у визвольних змаганнях України. Понад 2000 кісток донських козаків поховані у Рівненській області з часів Хмельниччини (Національний історико-меморіальний заповідник «Поле Берестецької битви»).
Під час повстання ватажка донських козаків Булавіна проти московського царя, запорізькі козаки брали у ньому активну участь.
Донці та кубанці брали участь в окупації українського Криму в 2014 р. (див. Російська інтервенція до Криму 2014, Війна на сході України).
Сьогодні окремі лідери Донського козацтва відомі своїми українофобськими настроями[джерело?]. 2008 року за активного сприяння донського козацтва було встановлено пам'ятник російській імператриці Катерині II у Севастополі [джерело?]. Також з боку окремих лідерів Донського козацтва неодноразово лунали заклики, що суперечать положенням Державного суверенітету України.
У жовтні 2009 СБУ заборонила в'їзд до України отаману Донецького округу Донських козаків Вікторові Дем'яненку. Причиною заборони стало намагання створити Донцями на території України незаконного парамілітарного формування, що суперечило б національному законодавству та міжнародним зобов'язанням країни. На той час депутат Державної Думи РФ, так званий отаман війська Донського, козацький генерал Віктор Водолацкій також вважався персоною нон-ґрата для України.